# كليفورد إس. غاردنر
كليفورد إس. غاردنر (بالإنجليزية: Clifford S. Gardner)‏ هو رياضياتي أمريكي، ولد في 14 يناير 1924 في فورت سميث في الولايات المتحدة، وتوفي في 25 سبتمبر 2013.